# Великодворье (Владимирская область)
Великодво́рье — село в Гусь-Хрустальном районе Владимирской области России, входит в состав сельского поселения «Посёлок Великодворский».

## География
Село расположено в 43 км на юг от города Гусь-Хрустальный.

## История
Село Великодворье впервые упоминается Олеарием в XVII веке. Оно принадлежало к Стружанской волости Рязанского уезда.
В окладной книге 1676 года упоминается о наличии в селе Воскресенской церкви. В 1924 году вместо сгоревшей деревянной Воскресенской церкви с Пятницким приделом была построена новая небольшая деревянная церковь Параскевы (Пятницы). В Параскево-Пятницком храме в 1999 году похоронен митрополит Серапион (Фадеев).
В 1905 году в селе Великодворье, Пятница тож, насчитывалось 37 дворов и проживало 215 жителей. В селе находилась деревянная церковь и церковно-приходская школа. 28 и 21 ноября проходили ежегодные ярмарки, имелась казенная винная лавка. Жители занимались отхожим плотницким промыслом и подённой работой на стекольной фабрике в посёлке Великодворский.
В 1926 году с образованием Гусевского уезда Владимирской губернии село вошло в его состав.

## Население
| 1859 | 1905 | 1926 | 2002 | 2010 | 2021 |
| ---- | ---- | ---- | ---- | ---- | ---- |
| 131  | ↗215 | ↗423 | ↘19  | ↗29  | ↘21  |

## Транспорт и связь
В 1 км к северу от села расположена одноимённая станция Горьковской железной дороги.
По южной окраине села проходит автомобильная дорога Р73 Владимир — Тума с регулярным автобусным сообщением.
Село обслуживает сельское отделение почтовой связи Великодворский.

## Известные жители
- Пётр Чельцов (1888—1972) — митрофорный протоиерей, святой Русской православной церкви в лике исповедника. С 1955 по 1972 год служил в местном храме[10].